# 파루흐루 파르사
파루흐루 파르사(페르시아어: فرخ‌رو پارسا, 1922년 3월 22일 쿰 ~ 1980년 5월 8일 테헤란)는 이란의 정치인이다.
1963년 이란 의회 의원으로 선출되었으며 1965년 8월 9일부터 1968년 8월 27일까지 이란의 교육부총리, 1968년 8월 27일부터 1971년 1월 2일까지 이란 교육부 장관을 역임했다. 1980년 5월 8일 이란 혁명 이후에 이슬람주의에 반대한 것이 문제가 되어 테헤란에서 사형당했다.